# Quintana Roo
Quintana Roo Mexikó legkeletibb tagállama. A Yucatán-félsziget keleti részén fekszik, nyugaton Campeche és Yucatán államok határolják, délen Belizével szomszédos. Területe 42 361 km², lakossága 2010-ben több mint 1,3 millió fő volt. Fővárosa Chetumal, de legnagyobb és legismertebb városa Cancún. Az állam nevét Andrés Quintana Roóról kapta, aki fontos szerepet játszott a mexikói függetlenségi háborúban és később a független Mexikó politikai életében.

## A helynév eredete
Az államot Andrés Quintana Roo (1787-1851), politikus, író, költő és újságíró után nevezték el aki Mérida városában, Yucatán államban született.[forrás?]

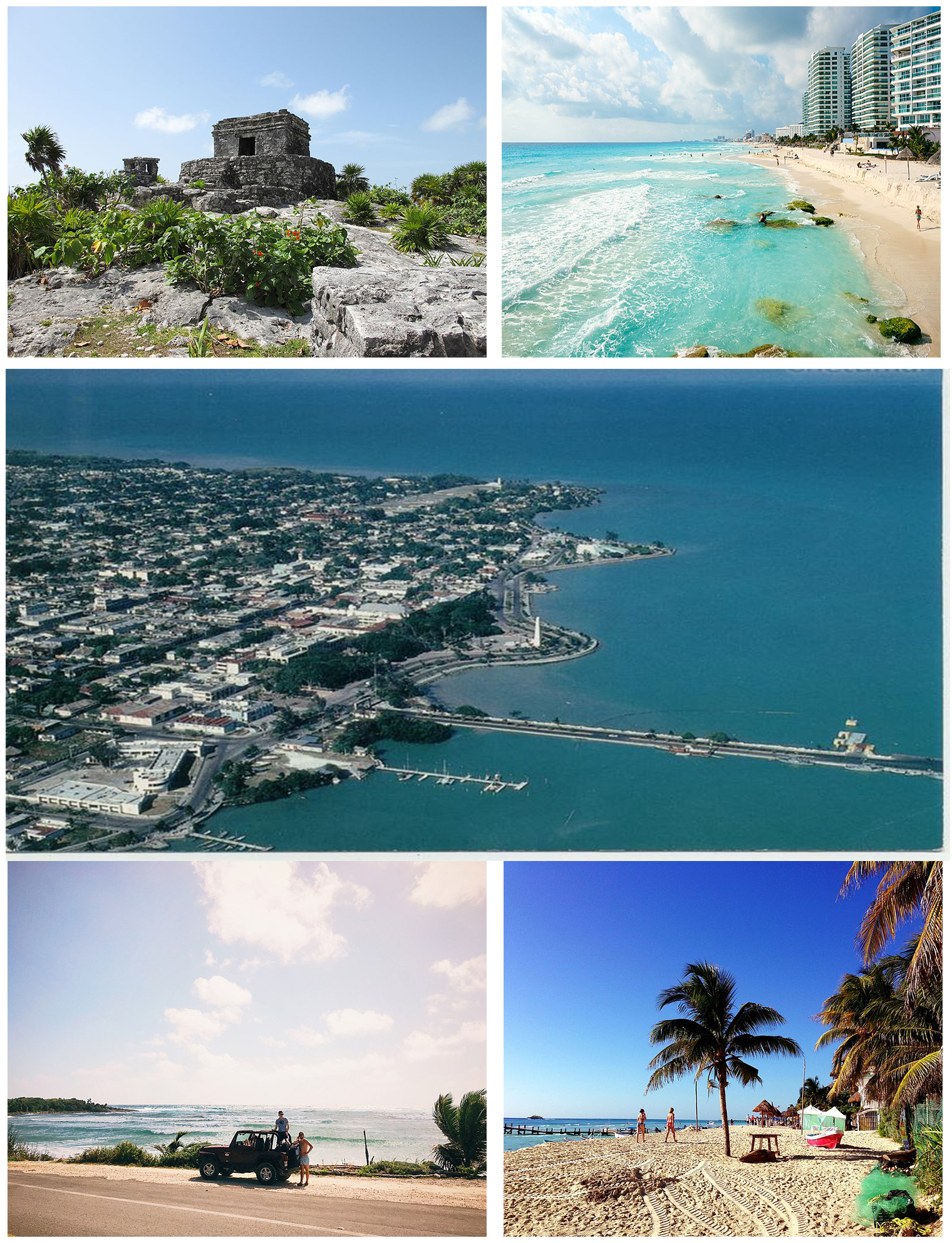
Quintana Roo

## Földrajz

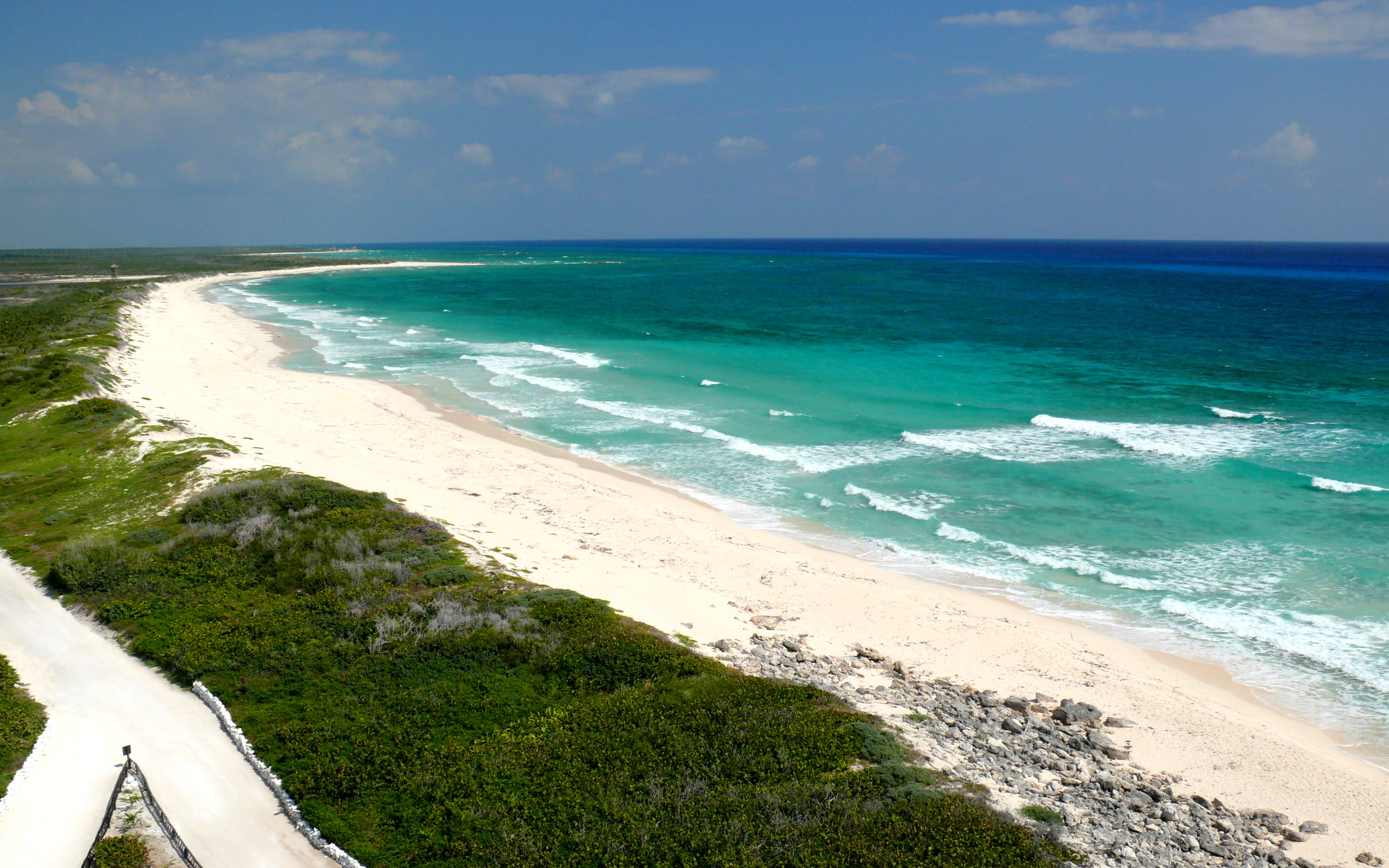
Partvidék a Cozumel-szigeten

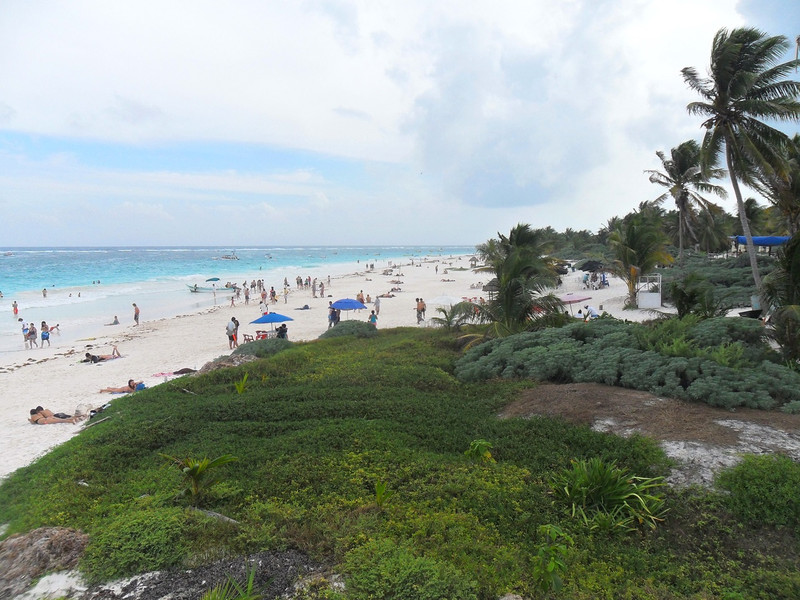
Tengerpart a félszigeten

Mexikó legtöbb tagállamával ellentétben Quintana Roo területe síkság: a tengerparttól nyugat felé haladva emelkedik ugyan a felszín, de így is csak kis területen emelkedik 200 m fölé, legmagasabb pontja 241 m (a déli vidékeken). Hozzá tartozik néhány sziget, melyek közül legjelentősebbek az Isla Mujeres és Cozumel.
Karsztos talaja miatt felszíni folyói nem igen vannak, inkább a felszín alatti vizei jelentősek. Néhány kisebb folyóvíz (Río Escondido, Arroyo Azul, Arroyo Ucum) mellett egyetlen fontos folyója van csak: a Belizével határt képező, 180 km hosszú Río Hondo. A mészköves talaj repedéseibe leszivárgó csapadékvíz igen változatos karsztformákat eredményez az állam területén, gyakoriak errefelé a cenotének nevezett víznyelők. Ahol a víz agyagos vízzárórétegekben megreked, ott pedig aguada névvel illetett vízgyűjtők keletkeznek.
Éghajlata forró és csapadékos (1100-1500 mm az éves átlag). A partvidéken magasabb hőmérsékletek fordulnak elő, a legcsapadékosabb évszak a nyár. A havi átlaghőmérsékletek 10 és 26 °C között ingadoznak, időnként 36 °C-ot is mérnek. Egész évben különböző irányú passzátszelek fújnak, télen északi szelek is érkeznek, szeptembertől novemberig pedig a ciklonok időszaka tart.

## Népesség
Ahogy egész Mexikóban, a népesség növekedése Quintana Roo államban is gyors, sőt, az országos átlagot is jócskán meghaladja: 1990 és 2010 között például több mint 2,5-szörösére duzzadt az állam lakossága. A változásokat szemlélteti az alábbi táblázat:
| Év   | Lakosság  |
| ---- | --------- |
| 1990 | 493 277   |
| 1995 | 703 536   |
| 2000 | 874 963   |
| 2005 | 1 135 309 |
| 2010 | 1 325 578 |

## Kultúra, turizmus

### Műemlékek
Az állam legjelentősebb műemlékeit a maják építették:
- Tulum - egész Mexikó 3. leglátogatottabb műemlékegyüttese, egyedülálló módon a tengerparton áll és fallal van körbevéve. Több templom (bennük falfestmények) és kisebb építmény található a területén.
- Cobá - az állam legértékesebb régészeti területe maja úthálózattal, a Nohoch Mul nevű piramissal (ami a félsziget legmagasabbja), 9 oszlopos kastéllyal, labdajátéktérrel.
- Kohunlich - az állam déli részén fekszik, leghíresebb látnivalója egy kőből faragott nagy méretű arcforma, de különféle épületek maradványai és labdajátéktér is látható itt.
- Dzibanché - Othón P. Blanco község területén található romegyüttes, több piramissal.

### Múzeumok
- Museo de la Cultura Maya - Chetumalban található, egy modern múzeum: a maja kultúra emlékeit mutatja be audiovizuális eszközökkel, makettekkel és eredeti darabokkal.
- Museo de Historia de Cancún - főként a Cancún környékén talált maja leleket mutatja be.
- Museo del Centro de Estudios y Deportes Acuáticos de México - Akumalban található, mindenféle hajózással és vízisporttal kapcsolatos kiállításokkal, többek között azon hajók roncsaival, melyek a közeli tengeri sziklákon szenvedtek hajótörést.
- Museo Arqueológico - Marino de Cozumel - a Cozumel-sziget maja emlékeit és a környező korallzátonyok világát mutatja be.
- Museo Marino de Xel Ha - kis múzeum, régészeti és tengerrel kapcsolatos kiállításokkal.
- Museo de la Guerra de Castas - Tihosucóban található, a bennszülöttek 19. századi lázadásával és a maják jelenlegi életével kapcsolatos dolgokat láthatunk itt.
- Museo de la Ciudad - A főváros, Chetumal modern életét mutatja be fényképekkel és makettekkel.
- Museo del Fuerte de Bacalar - maja és koloniális történelmi emlékek kiállítása.

### Egyéb turisztikai célpontok
- Bacalari-tó („hét szín tava”, „Laguna de los siete colores”)